# Fröttmaning (metropolitana di Monaco di Baviera)
Fröttmaning è una stazione di metropolitana di Monaco di Baviera inaugurata nel 1994. Si tratta della stazione che serve lo stadio di calcio Allianz Arena.